# Малък Купен (Калоферска планина)
Малкият Купен е връх в Калоферската планина, част от Централна Стара планина. Висок е 2100,5 м.

## Местоположение
Част е от траверса хижа „Добрила“ – връх Ботев. В западна посока от върха, след малък безименен връх, се намира седловината Платнешки ярове, която го отделя от съседния връх Левски. Източно от върха е връх Голям Купен.

## Туризъм

### Маршрути
Върхът се изкачва като част от зимния алпийски траверс х. „Добрила“ – връх Ботев. През лятото се подсича от север. От хижа „Амбарица“ върхът може да бъде изкачен за около 2 часа и 30 мин.